# Labrinth
Timothy Lee McKenzie (Hackney, 4 de janeiro de 1989), mais conhecido pelo seu nome artístico Labrinth, é um cantor-compositor e produtor musical inglês. Inicialmente, ele foi cotado para trabalhar como produtor, mas Simon Cowell contratou para gravar suas próprias músicas como artista solo e lança-las pelo selo Syco Music.
Labrinth fez aparição nas tabelas musicais ao colaborar com o compatriota Tinie Tempah na canção "Pass Out" que chegou a liderança da UK Singles Chart. Seu single de estreia, "Let the Sun Shine", lançado em setembro de 2010 chegou a terceira posição da mesma tabela. O álbum de debut, Electronic Earth, foi distribuído em 31 de março de 2012 e gerou mais três singles: "Earthquake" (com Tinie Tempah), "Treatment", "Last Time" e o número um "Beneath Your Beautiful" (com Emeli Sandé).
Em 2018, Labrinth criou o grupo musical LSD junto com a cantora e compositora australiana Sia e o DJ e produtor americano Diplo. Eles lançaram seu primeiro single, "Genius", em 3 de maio de 2018, com o segundo, "Audio", sendo lançado uma semana depois, em 10 de maio de 2018. Seu terceiro single chamado "Thunderclouds" foi lançado em 8 de agosto de 2018. Em 1 novembro de 2018 o quarto single chamado "Mountains foi lançado.

## Primeiros anos e início de carreira
McKenzie frequentou a Stoke Newington School e começou a perseguir uma carreira musical durante seus anos de escola. Quando eram mais jovens, ele e seus oito irmãos formaram uma banda chamada Mac 9. Ele vem de uma família musical composta por nove irmãos e cresceu em casa, rodeado quase exclusivamente pelo som de música gospel americana.